# Estibano
El estibano (del latín stibium), estibina o trihidruro de antimonio es un compuesto químico de fórmula SbH3. En condiciones normales de presión y temperatura se presenta como un gas incoloro. Se trata del principal hidruro de antimonio, siendo un análogo pesado del amoniaco (NH3). Las moléculas de estibina tienen una geometría de pirámide trigonal, con ángulos H–Sb–H de 91.7° y distancias Sb-H de 1.707 Å (170.7 pm). Al igual que el sulfuro de hidrógeno (H2S), este gas tiene un fuerte olor desagradable semejante al de los huevos podridos.

## Preparación
SbH3 suele prepararse mediante la reacción de fuentes de cationes Sb3+ con H−:
2 Sb2O3 + 3 LiAlH4 → 4 SbH3 + 1.5 Li2O + 1.5 Al2O3
4 SbCl3 + 3 NaBH4 → 4 SbH3 + 3 NaCl + 3 BCl3
Alternativamente, fuentes de Sb3− se pueden hacer reaccionar con ácidos (incluido el agua) para producir estibina inestable:
Na3Sb + 3 H2O → SbH3 + 3 NaOH

## Propiedades
Las propiedades químicas de la estibina se asemejan a las de la arsina (AsH3).  Como es común con los hidruros pesados, (tales como AsH3, H2Te, SnH4), SbH3 es inestable respecto a sus elementos. El gas se descompone lentamente a temperatura ambiente, y muy rápido a altas temperaturas (200 °C):
2 SbH3 → 3 H2 + 2 Sb
La descomposición es autocatalítica y puede resultar explosiva.
La estibina se oxida con facilidad al entrar en contacto con oxígeno molecular (O2) e incluso con el aire (21% O2):
2 SbH3 + 3 O2 → Sb2O3 + 3 H2O
Al igual que el amoniaco, la estibina es una base débil (teoría ácido-base de Brønsted-Lowry) y actúa como una base de Lewis, ya que dona con facilidad su par de electrones no enlazantes formando enlaces covalentes dativos con compuestos con deficiencia electrónica y/o ningún par de electrones no enlazantes, como el dióxido de carbono (CO2). Además, la estibina puede donar protones (H+) en ciertas reacciones.
SbH3 + NaNH2 → NaSbH2 + NH3

## Usos
La estibina se utiliza en la industria de los semiconductores con el fin de dopar pequeñas cantidades de antimonio mediante el proceso de deposición química de vapor (CVD). También es empleada como agente fumigante, aunque debido a su inestabilidad y dificultad de preparación no tiene una gran difusión en comparación a fumigantes convencionales como la fosfina (PH3).

## Historia
Debido al parecido entre la estibina (SbH3) y la arsina (AsH3), es posible detectar la primera mediante la Prueba de Marsh. Este sensible test detecta la arsina generada en presencia de arsénico. El procedimiento, desarrollado alrededor de 1836 por James Marsh, se basa en el tratamiento de una muestra de zinc libre de arsénico y ácido sulfúrico diluido: si la muestra contiene arsénico, se desprenderá arsina en forma de gas, el cual se dirige a un tubo de vidrio y es descompuesto mediante calentamiento a unos 250 – 300 °C. La presencia de arsénico es indicada mediante la formación de un depósito en la parte calentada del equipo; la formación de un depósito negro en la parte fría del equipo indica la presencia de antimonio.
En 1837, Lewis Thomson y la compañía alemana Pfaff descubrieron de forma independiente la estibina. Pasó algo de tiempo antes de que se pudiesen determinar rigurosamente las propiedades del compuesto, debido a la imposibilidad de desarrollar un proceso para sintetizar el compuesto. En 1876, Francis Jones probó varios métodos para la síntesis de estibina, pero no fue hasta 1901 que Alfred Stock fue capaz de determinar la mayoría de las propiedades del compuesto.

## Seguridad
La estibina es un gas inestable e inflamable; resulta altamente tóxico, con un DL50 de 100 ppm en ratones. Por suerte, la inestabilidad del compuesto conlleva que apenas exista de forma natural en la atmósfera.

## Toxicología
La toxicidad de la estibina es distinta de la de otros compuesto de antimonio, pero similar a la de la arsina. La estibina se une a la hemoglobina presente en los eritrocitos originando la destrucción de los mismos. La mayoría de los casos de envenenamiento por estibina han sido acompañados de envenenamiento por arsina, aunque estudios en animales indican que sus toxicidades son equivalentes. Los primeros síntomas de exposición, los cuales pueden tardar horas hasta hacerse notar, son dolor de cabeza, vértigo y náuseas, seguidos por el desarrollo de los síntomas propios de la anemia hemolítica (altos niveles de bilirrubina sin conjugar), hemoglobinuria y nefropatía. 